# Pokój Wieczysty (532)
Pokój wieczysty (grecki:ἀπέραντος εἰρήνη) – pokój podpisany w 532 roku między Bizancjum a rządzoną przez Sasanidów Persją. Nazwa wzięła się stąd iż pokój ten był nieograniczony w czasie. Kończył wojnę iberyjską trwającą od 526 do 532 roku, zapoczątkowując krótki okres wzajemnych, w miarę dobrych relacji między mocarstwami. Pokój przetrwał jednak tylko do 540 roku gdy wybuchła wojna o kontrolę nad Lazyką.

## Historia
Wojna iberyjska, która zaczęła się od powstania chrześcijan w Iberii przeciwko Persom w 524 lub 525 roku, była bardzo wyrównana. Persowie wprawdzie stłumili rewoltę ale nie potrafili poczynić jakichś znaczniejszych nabytków terytorialnych, poza Skandą i Sarapanis w Lazyce. Rzymianie, mimo początkowych problemów odnieśli dwa duże zwycięstwa, pod Darą i pod Satalą, dzięki którym opanowali Bolum i Farangium w Persarmenii. W 531 roku ponieśli jednak klęskę pod Callinicum. W czasie wojny okresy kampanii poprzetykane był okresami zawieszenia broni, gdy negocjowano warunki pokoju. 
Po śmierci szacha Kawada pod koniec 531 roku i objęciu władzy przez Chosrowa, impas w negocjacjach został przełamany. Było to spowodowane trudną sytuacją Chosrowa wewnątrz kraju i planami Justyniana I względem dawnych zachodnich ziem cesarstwa. Bizantyjscy posłowie Rufus, Hermogenes, Tomasz i Aleksander wynegocjowali z Chosrowem pokój na czas nieokreślony, zwrot wszystkich zajętych w czasie działań wojennych ziem oraz kontrybucję w złocie na rzecz perskich fortyfikacji na Kaukazie, chroniących Bliski Wschód przed atakiem nomadów ze stepów czarnomorskich. Rzymianie zgodzili się również na przeniesienie stolicy prowincji mezopotamskiej z Dary do Konstantyny. Chosrow uznał Justyniana za równorzędnego władcę i również zwrócił Konstantynopolowi zajęte tereny. Ustalono podział stref wpływów na Zakaukaziu- Lazyka należała do Bizancjum, natomiast Iberia do Persji. Zbiegłym na tereny cesarstwa Iberyjczykom, pozwolono na pozostanie w jego granicach. 
Do 540 roku na Bliskim Wschodzie panował względny spokój między mocarstwami. Zaangażowanie Justyniana w wojny na zachodzie sprawiło jednak że Chosrow, który już uporał się z opozycją, zyskał świetne warunki do ataku. Wybuchła nowa wojna, kończąca pokój wieczysty.